# Parzno (gromada)
Parzno – dawna gromada, czyli najmniejsza jednostka podziału terytorialnego Polskiej Rzeczypospolitej Ludowej w latach 1954–1972.
Gromady, z gromadzkimi radami narodowymi (GRN) jako organami władzy najniższego stopnia na wsi, funkcjonowały od reformy reorganizującej administrację wiejską przeprowadzonej jesienią 1954 do momentu ich zniesienia z dniem 1 stycznia 1973, tym samym wypierając organizację gminną w latach 1954–1972.
Gromadę Parzno siedzibą GRN w Parznie utworzono – jako jedną z 8759 gromad na obszarze Polski – w powiecie piotrkowskim w woj. łódzkim, na mocy uchwały nr 35/54 WRN w Łodzi z dnia 4 października 1954. W skład jednostki weszły obszary dotychczasowych gromad Cisza, Imielnia, Parzno, Roździn i Wierzchy Parzeńskie ze zniesionej gminy Kluki w tymże powiecie. Dla gromady ustalono 12 członków gromadzkiej rady narodowej.
1 stycznia 1956 gromada weszła w skład nowo utworzonego powiatu bełchatowskiego w tymże województwie.
Gromadę zniesiono 1 lipca 1968, a jej obszar włączono do gromady Kluki w tymże powiecie.